# 但馬久美
但馬 久美（たじま くみ、1944年1月12日 - ）は、 日本のタレント、俳優、宝塚歌劇団卒業生（花組・星組・専科男役）、元政治家（参議院議員）。本名は林 久美子 （はやし くみこ）。
熊本県熊本市生まれの神戸市育ち、出身校山手学園高等学校、宝塚歌劇団時代の公称身長167センチ、宝塚歌劇団時代の愛称リン（ちゃん、姓に由来）。

## 来歴・人物
高校卒業を待ち宝塚音楽学校へ進学、同校卒業後宝塚歌劇団50期生として雪組公演『花のふるさと物語』で初舞台を踏む。宝塚入団時の成績は58人中8位。芸名については姓は但馬地方出身だった実父に因み、名は本名からつけたとのこと。同期に女優の鳳蘭（元星組主演男役）、同じく女優の汀夏子（元雪組主演）、朝みち子（1986年 - 1990年に月組組長）、女優の大原ますみ（元雪組・星組主演娘役）、竹生沙由里（元花組主演娘役）らがいる。1965年3月20日、花組配属となり、のちに星組異動となる。
星組では同期鳳トップ時代実質2番手男役のポジションにあった。鳳退団後の1979年、花組へ組替え。その後は別格男役扱いとなる。
1981年、星組へ副組長として組替え。1983年再度花組組長として組替え。1986年まで花組組長を務めた。1986年に専科へ移籍。1988年、古巣・星組公演『戦争と平和』（ナポレオン・ボナパルト役）を最後に12月31日付で宝塚歌劇団を退団。
退団後はニューヨークでの充電を経て、ストレッチ指導、OGイベントへの参加、講演活動などをしていたが、1995年参議院比例区に新進党から立候補して当選。1998年公明党へ移り議員活動をこなしていたが、2001年任期満了も再出馬せず政界を退く。
政界引退後はOGイベントを中心に自身のタレント活動のみならず日韓文化交流や古巣・宝塚の海外公演のサポートなども精力的に行っている。私生活では宝塚退団、政界進出・引退を挟み独身を通す。

## エピソード
若手時代より当時の男役陣としては長身の体格と高い身体能力に裏打ちされたダンスで才覚を表した。芝居では主役を立てて一歩引いた役どころ、特に植田紳爾作品（アンドレ、アシュレなど）に当たり役が多かった。オフステージでは真面目で面倒見がよいアネゴ肌な人物だった。組子では同期の鳳や後輩の松あきらに慕われ、歌劇団上層部（とくに植田）にも一目置かれる存在のタカラジェンヌであった。

## 宝塚歌劇団時代の主な舞台
- 『花のふるさと物語』（1964年）※初舞台作品
- 『メナムに赤い花が散る』/『ハリウッド・ミュージカル』（1968年）
- 『星の牧場』トランペット役/『オー!ビューティフル』（1971年）
- 『我が愛は山の彼方に』エルチ役/『マイ・ブロードウェイ』（1971年）
- 『花かげろう』源頼光役/『ラ・ラ・ファンタシーク』（1973年）
- 『この恋は雲の涯まで』乾王陵役（1973年）
- 『浮舟と薫の君』匂宮役/『ゴールデン・サウンド』（1973年）
- 『清く正しく美しく』/『虞美人』劉邦/樊噲役（1974年）
- 『虞美人』韓信役/『ゴールデン宝塚60』（1974年）
- 『アルジェの男』ジャック役/『ジュジュ』（1974年）
- 『ブリガドーン』ジェフ役（1975年）
- 『ベルサイユのばらIII』アンドレ役（1976年）
- 『風と共に去りぬ』アシュレ役（1977年）
- 『誰がために鐘は鳴る』アグスティン役（1978年）
- 『白夜わが愛』雁木機一郎役（1979年）
- 『舞え舞え蝸牛』藤原信綱役/『ビューティフル・シティ』（1979年）
- 『花小袖』禅竹重民役/『プレンティフル・ジョイ』（1980年）
- 『友よこの胸に熱き涙を』オットー役/『ザ・スピリット』（1980年）
- 『宝塚春の踊り -花の子供風土記-』/『ファースト・ラブ』（1981年）
- 『海鳴りにもののふの詩が』アロンソ役/『クレッシェンド!』（1981年）
- 『ミル星人パピーの冒険 -ふしぎなペンダント-』エリック役/『魅惑』（1982年）
- 『小さな花がひらいた』助二郎役/ 『魅惑』（1982年）※東京公演
- 『エーゲ海のブルース』サヴァル伯爵役/『ザ・ストーム』（1982年）
- 『こぶし咲く春』大夫役/『ラブ・コネクション』（1983年）
- 『オルフェウスの窓 -イザーク編-』ヘルマン役（1983年）
- 『紅葉愁情』将軍役/『メイフラワー』ヒギンス役（1983年）
- 『琥珀色の雨にぬれて』ジョルジュ役/『ジュテーム』（1984年）
- 『朱に恋うる調べ』将軍役/『メイフラワー』ヒギンス役（1984年）※地方公演
- 『名探偵はひとりぼっち』オグラディ氏役/『ラ・ラ・フローラ』（1984年）
- 『愛あれば命は永遠に』ボアネル夫人、エロイカ役（1985年）
- 『テンダー・グリーン』ナーク役/『アンドロジェニー』（1985年）
- 『微風のマドリガル』パブロ船長役/『メモアール・ド・パリ』（1986年）
- 『紫子』天野外記役/『ジュビリー・タイム!』（1987年）
- 『戦争と平和』ナポレオン役 （1988年）※退団公演
  - その他在団中にソ連、パリ、ハワイなどの宝塚海外公演参加のキャリアは多い。

## 政策
- 選択的夫婦別姓制度導入に賛同。「事実婚を余儀なくされているケースもあり、早期の導入が必要」と述べる[3]。